# كارلو إلاري
كارلو إلاري (بالإيطالية: Carlo Ilari)‏ هو لاعب كرة قدم إيطالي، ولد في 12 ديسمبر 1991 في أنكونا في إيطاليا. لعب مع نادي أسكولي ونادي كاتانزارو ويوفنتوس.

## وصلات خارجية
- كارلو إلاري على موقع قاعدة بيانات كرة القدم.إي يو (الإنجليزية)
- كارلو إلاري على موقع Soccerway.com (الإنجليزية)